# Gonzo Verlag
Der Gonzo Verlag (Eigenschreibweise: gONZo Verlag) ist ein deutscher Verlag, der seit dem Jahr 2007 besteht.

## Der Verlag
Der Gonzo Verlag wurde 2007 von der damals 25-jährigen Studentin Miriam Spies gegründet. Der Verlagsname ist eine Anlehnung an den amerikanischen Schriftsteller und Journalisten Hunter S. Thompson. Das erste Buch war eine Sammlung autobiographischer Kurzgeschichten des Berliner Filmemachers und Haschrebells Michael Geißler.
Heute liegt der Verlagsschwerpunkt auf literarischem Rock ’n’ Roll, Beatlyrik, Literatur gesellschaftlicher Grenzgänger und experimentellen Mischformen. So erschien 2010 die Audio-CD status geändert der Formation Kommando Elektrolyrik, die kritische lyrische Texte mit treibenden Beats kombiniert. 2012 erschien God Smoked – a mindtrip with Howard Marks, eine Musikdokumentation mit Interviews, Musikclips und Bildern der God Smoked Production Mannheim. Ebenfalls 2012 erschien als Gemeinschaftsarbeit des Autors Stefan Gaffory und des Illustrators Daniel Prohart die Graphic Novel Der Katzenkönig. Davon abgesehen verlegt der Verlag Kunstkataloge Mainzer Künstler.
2012 gab der Gonzo Verlag gemeinsam mit dem Unsichtbar Verlag die Anthologie Fickt Euch Alle raus, die Kurzgeschichten der Autoren beider Verlage enthielt und binnen kürzester Zeit ausverkauft war.
Von 2010 bis 2012 betrieb der Verlag im Mainzer Bleichenviertel das Ladenlokal gONZo loves you, eine kleine Buchhandlung, in der regelmäßig Veranstaltungen stattfanden.
Zudem betreibt der Verlag die Internet-Lesungsreihe Per Anhalter durchs gONZoversum, bei der sich die Autoren des Verlages in Form eines voraufgezeichneten Videos oder Livestreams vorstellen und die Leser in Stammkneipen und Hotelzimmer, auf Verkehrsinseln oder Sofas, an Schreibtische und andere Orte mitnehmen. Anschließend folgt ein Gespräch im Rahmen einer Internetkonferenz.

## Autoren (Auswahl)
Die Autoren des Verlags haben zum Großteil einen subkulturellen Hintergrund, der sich auch in ihren Werken widerspiegelt, darunter:
- Trini Trimpop
- Hadayatullah Hübsch
- Kommando Elektrolyrik
- Andrea Mohr
- Howard Marks
- Robsie Richter
- Matthias Boosch

## Das Mainzer Literaturfestival
Seit 2009 veranstaltet der Gonzo Verlag einmal jährlich das Mainzer Literaturfestival. Bisherige Gäste waren unter anderem: Klaus Bittermann, Kersten Flenter, Jens Friebe, Ralf König, Andy Strauß, Harald Martenstein, Tom Bresemann, Kaputt in Balingen, Erna Schmidt.
Das Festival wurde 2010 in Kooperation mit dem Literaturbüro RLP veranstaltet. Auf dem Programm standen Georg Kreisler und Barbara Peters, Rocko Schamoni, Phoebe Kreutz und Jürgen Teipel.